# Remetalces I
Remetalces I (grec antic: Ῥοιμητάλκης, llatí: Rhoemetalces) va ser rei dels odrisis de Tràcia, germà de Cotis i de Rascuporis II, i oncle i regent de Rascuporis III.
A la mort del seu nebot l'any 13 aC va ser expulsat del país cap al Quersonès per Vologès de Tràcia, el cap dels tracis bessos, i el dirigent de la revolta nacional contra els romans. En un parell d'anys el pretor de Pamfília, Luci Calpurni Pisó, va derrotar els bassis i Remetalces va rebre d'August els dominis del seu nebot amb alguns districtes més. Tàcit l'anomena rei de tota Tràcia.
A la seva mort, poc temps després, August va repartir els seus dominis entre el seu germà Rascuporis IV i el seu nebot Cotis III.